# Metipranolol
Metipranolol (OptiPranolol, Betanol, Disorat, Trimepranol) je neselektivni beta blokator koji se koristi u obliku kapi za oči za tretiranje glaukoma. On se brzo metaboliše u desacetilmetipranolol.

## Spoljašnje veze
|  | Molimo Vas, obratite pažnju na važno upozorenje u vezi sa temama iz oblasti medicine (zdravlja). |